# Saint-Georges-de-Montaigu
Saint-Georges-de-Montaigu foi uma comuna francesa na região administrativa da Pays de la Loire, no departamento de Vendéia. Estendia-se por uma área de 33,61 km². Em 2010 a comuna tinha 3 877 habitantes (densidade: 115,4 hab./km²).
Em 1 de janeiro de 2019, passou a formar parte da nova comuna de Montaigu-Vendée.